# Tetrapirol
Tetrapiroli su jedinjenja koja sadrže četiri pirolna prstena. Izuzev korina, četiri pirolna prstena su međusobno povezana jednougljenikom mostom (metinom ili metilenom), na bilo linearan ili ciklični način. Ova jedinjenja su posebno važna u biološkim sistemima zbog njihove sposobnosti da formiraju metalne komplekse.
Linearni tetrapiroli (bilini) koji koriste tri jednougljenična mosta:
- Proizvodi razlaganja hem (npr., bilirubin)
- Fikobilini (prisutni u cijanobakterijama)

Ciklični tetrapiroli koji koriste četiri jednougljenična mosta:
- Porfirini[3] (npr., hem)
- Hlorini (npr., hlorofil a)
- Korini su ciklični tetrapiroli koji imaju jedan od konvencijalnih metinskih mostova zamenjen direktnom interpirolskom vezom.